# Sjednocená církev Kanady
Sjednocená církev Kanady (angl. United Church of Canada, fr. l'Église Unie du Canada) je druhá největší církev působící na území Kanady, kde je zároveň největší protestantskou denominací. Vznikla v roce 1925 sloučením Presbyteriánské církve v Kanadě (Presbyterian Church in Canada), Metodistické církve v Kanadě (Methodist Church of Canada) a Sborové unie Ontaria a Quebecu (Congregational Union of Ontario and Quebec, početně nepříliš silná, ale historicky významná evangelikální denominace).
Při sčítání lidu v roce 2001 se k ní v Kanadě přihlásilo 9,6 % obyvatel, což představuje významný propad oproti dřívějším sčítáním, v nichž se ke Sjednocené církvi Kanady hlásilo přes 25 % obyvatelstva.
Sjednocená církev Kanady je považována za liberální v oblasti morálního učení, kde se vzdálila většině ostatních významných církví působících v Kanadě kvůli svému přístupu k homosexualitě a interrupcím. Katolíci a konzervativní protestanti ji považují za typický příklad „zdegenerovaného“ a „vykastrovaného“ křesťanství, naproti tomu příznivěji se o ní vyjadřují liberální, levicové a feministické kruhy, které ji považují za ukázkový model „pokrokového“ a „moderního“ křesťanství[zdroj?].